# جنگ غزه (۲۰۰۸–۲۰۰۹)
جنگ غزه (۲۰۰۸–۲۰۰۹) بخشی از درگیری اسرائیل و اعراب است که از ۲۷ دسامبر ۲۰۰۸ تا ۱۷ ژانویه ۲۰۰۹ به طول انجامید. در اسرائیل با نام عملیاتی عملیات سرب گداخته (به عبری: מבצע עופרת יצוקה)، و در میان اعراب با نام کشتار غزه (به عربی: مجزرة غزة) یاد می‌شود. از آن‌جا که اولین روز نبرد با بیشترین شمار کشته و زخمی فلسطینی در یک روز از سال ۱۹۴۸ تاکنون پایان یافت، این روز در میان بخشی از عرب‌ها به روز کشتار شنبه سیاه معروف شد.
نبرد اسرائیل و حماس در غزه اندکی پس از خاتمه توافقنامه شش‌ماهه‌ای که بین اسرائیل و حماس و ۱۲ گروه شبه‌نظامی به امضا رسیده بود، شروع شد. بر اساس آن توافقنامه حماس و اسرائیل متعهد شده بودند تا از دست‌زدن به عملیات مسلحانه علیه خاک یکدیگر خودداری کنند. در طول این شش ماه، اسرائیل حماس را به نقض قرارداد به‌دلیل پرتاب راکت به سمت خاک خود متهم کرده و حماس اسرائیل را به نقض قرارداد به دلیل ادامه محاصره اقتصادی و سوختی غزه متهم کرد.
اسراییل این حملات را در تاریخ ۲۷ دسامبر ۲۰۰۸ میلادی و در ساعت ۱۱:۳۰ به وقت محلی آغاز کرد و در شبانگاه تاریخ ۱۷ ژانویه ۲۰۰۹ میلادی و پس از سه هفته عملیات نظامی همه‌جانبه علیه حماس در نوار غزه، «آتش‌بس یکجانبه» اعلام کرد. اسرائیل بعد از اعلام آتش‌بس از بازگشایی گذرگاه‌های نوار غزه امتناع ورزیده و در نتیجه بازسازی ویرانه‌های این منطقه عملی نشده‌است. اسرائیل دلیل این کار را جلوگیری از ورود سلاح‌های بیشتر به این منطقه عنوان کرده. بعد از اعلام آتش‌بس، هر از چندگاهی درگیری‌های پراکنده‌ای میان طرفین گزارش شده‌است.
به گفته ارتش اسرائیل، تعداد کشته‌شدگان اسرائیلی تا روز نوزدهم جنگ، شامل ۳ غیرنظامی و ۱۰ نظامی بود. در مورد تعداد کشته شدگان فلسطینی اختلاف نظر وجود دارد و به دلیل اجازه ندادن اسرائیل جهت ورود خبرنگاران بین‌المللی به غزه، امکان تأیید آمار تلفات و زخمی‌ها به‌طور مستقل وجود ندارد. بر اساس برآوردهای مرکز حقوق بشر فلسطین و وزارت بهداشت فلسطین، آمار کشته‌شدگان فلسطینی بین ۱۳۱۴ و ۱۴۳۴ متغیّر است. جنگ غزه به زیرساخت‌های صنعتی، اقتصادی و بهداشتی نوار غزه خسارات متعددی وارد آورد.
در طول جنگ شورای حقوق بشر سازمان ملل متحد در قطعنامه‌ای اسرائیل را متهم به «نقض فاحش حقوق بشر» کرد و در عین حال خواستار پایان یافتن حملات موشکی علیه شهروندان اسرائیل شد. گزارش کمیته حقیقت‌یاب سازمان ملل متحد که توسط ریچارد گلدستون تهیه شده بود، اسرائیل و حماس را متهم به ارتکاب جرایم جنگی کرد. از جمله استفاده از فسفر سفید برای حمله به ساختمان‌های آژانس امدادرسانی به آوارگان، هدف قرار دادن بیمارستان القدس و حمله به بیمارستان الوفا. اقدام حماس نیز در پرتاب راکت به اسرائیل به عنوان جنایت ضد بشری شمرده شد.

## پیش‌زمینه

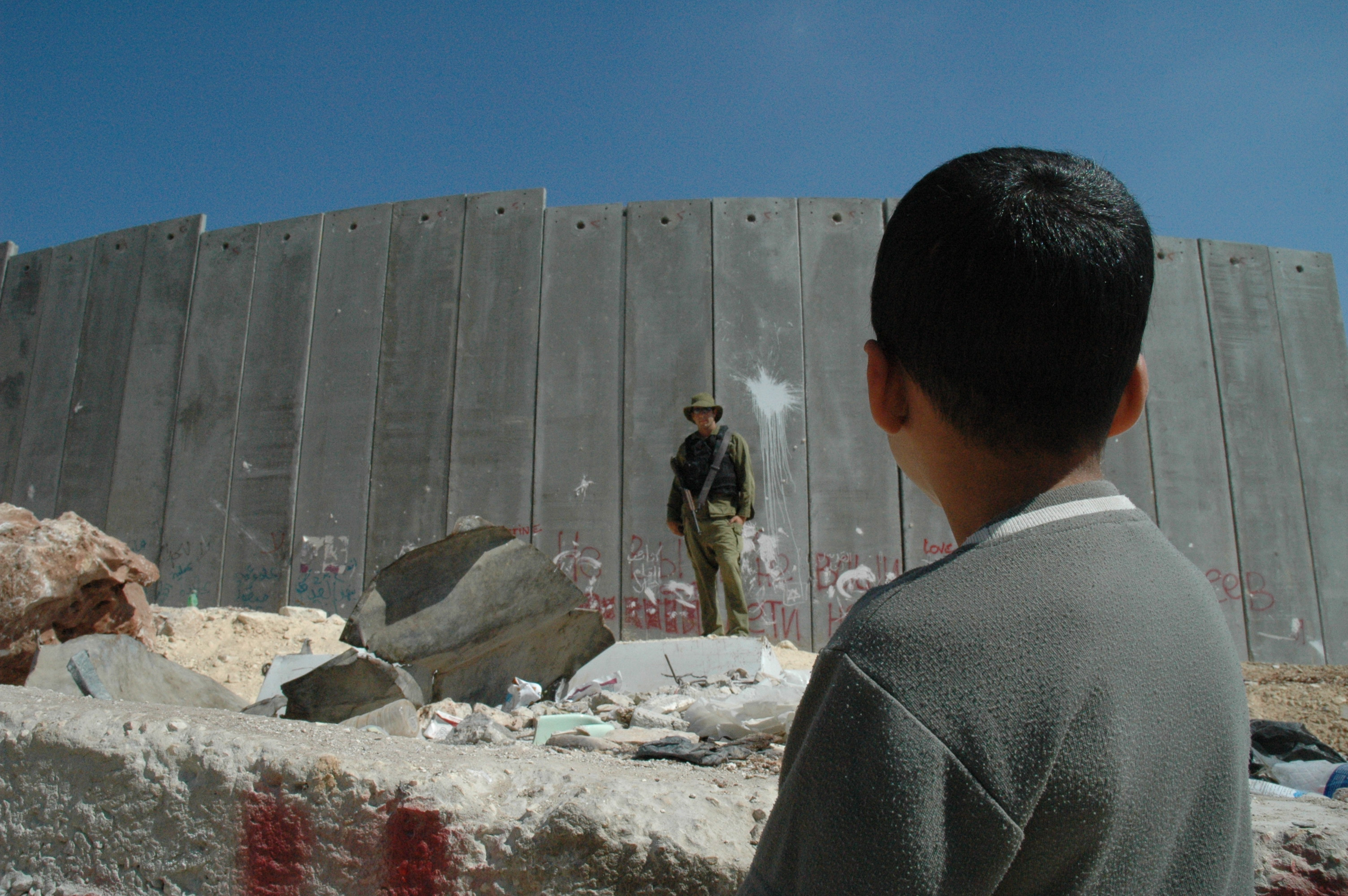

محاصره غزه که از سال ۲۰۰۷ و در پی پیروزی حماس در انتخابات و شکست جنبش فتح و توافق امنیتی مصر و اسرائیل شروع شده بود، در سال ۲۰۰۸ با ادامه درگیری‌های پراکنده میان اسرائیل و حماس تشدید شد. براساس توافقنامه‌ای که در ۱۹ ژوئن ۲۰۰۸ میلادی بین اسرائیل و حماس و ۱۲ گروه شبه نظامی با میانجی‌گری کشور مصر به امضا رسیده بود، حماس و نیروهای دفاعی اسرائیل متعهد شده بودند تا از دست‌زدن به عملیات مسلحانه علیه خاک یکدیگر خودداری کنند. اما در طول شش ماه، حماس و اسرائیل بارها یکدیگر را به نقض قرارداد متهم کردند. از طرفی اسرائیل پرتاب راکت به سمت خاک خود را نقض آتش‌بس در نظر گرفته و از طرف دیگر حماس ادامه محاصره اقتصادی و سوختی غزه توسط اسرائیل را نقض آتش‌بس عنوان کرد.
اسرائیل و حماس یکدیگر را در این مدت به نقض توافق‌نامه ۱۹ ژوئن که با میانجی‌گری مصر امضا شده بود متهم می‌کردند. اسرائیل اعلام می‌کرد که موشک‌پرانی بعد از این توافق‌نامه هیچ‌گاه به‌طور کامل متوقف نشده‌است و قاچاق اسلحه به نوار غزه ادامه دارد. حماس نیز عنوان می‌نمود که محدودیت‌های ورود کالا به نوار غزه به‌طور کامل برطرف نشده‌است. همچنین نیروهای اسرائیلی نیز حملاتی به درون منطقه غزه داشته‌اند و نیروهایی از حماس در این حملات کشته شده‌اند.
سازمان ملل متحد و منابعی اسرائیلی پرتاب راکت و خمپاره از نوار غزه به خاک اسرائیل در طول تابستان ۲۰۰۸ را گزارش نموده‌اند. اسرائیل از روز ۵ نوامبر با بستن گذرگاه‌های باریکه غزه، ارتباط ۱ میلیون و ۵۰۰ هزار فلسطینی را با جهان خارج کاملاً قطع کرد. در تاریخ ۱۹ دسامبر ۲۰۰۸ میلادی (آخرین روز از آتش‌بس شش‌ماهه)، حماس اعلام کرد که آتش‌بس شش‌ماهه با اسرائیل خاتمه یافته‌است. حماس محاصره اقتصادی غزه را دلیلی برای خودداری از تمدید آتش‌بس ذکر کرد. پس از ایجاد محاصره غزه، ارتباط این منطقه با دنیای خارج قطع شد. در این زمان صدمات اقتصادی به اقتصاد غزه وارد شد. به‌طور مثال تمام کارخانجات پوشاک و نود درصد کارخانجات ساختمانی تعطیل و کارگران آن بیکار شدند. سازمان ملل در ماه اوت ۲۰۰۸ هشدار داد که با ادامه این وضع طی چند هفته آینده، غزه صد درصد محتاج به کمک‌های بشر دوستانه خواهد بود. دفتر هماهنگی کمک‌های انسانی سازمان ملل متحد در غزه گزارش داد که نیمی از دستگاه‌های بیمارستان شفای غزه به خاطر فقدان انرژی و قطعات یدکی از کار افتاده بود. به گزارش نهاد امدادی اوکسفوم، تأمین آب آشامیدنی هم با اشکال روبرو شده و به علت عدم دسترسی به کلر، تصفیه آن از نیمه دسامبر غیرممکن بود.

## گزارش جنگ

### عملیات نظامی جنگ غزه
در تاریخ ۱۹ دسامبر ۲۰۰۸ میلادی (آخرین روز از آتش‌بس شش‌ماهه)، حماس اعلام کرد که آتش‌بس شش‌ماهه با اسرائیل خاتمه یافته‌است و موافقت‌نامه آتش‌بس تمدید نخواهد شد. حماس محاصره اقتصادی غزه را دلیلی برای خودداری از تمدید آتش‌بس ذکر کرد. در جواب، اسرائیل عنوان کرد محاصره کامل تنها زمانی لغو می‌شود که هیچ موشکی به سوی اسرائیل پرتاب نشود.
اسرائیل ۵ روز پس از پایان آتش‌بس و شروع مجدد موشک‌پراکنی حماس به جنوب اسرائیل، در ساعت ۱۱:۳۰ صبح به وقت محلی، حملات هوایی گسترده‌ای را به وسیلهٔ ۶۴ هواپیمای جنگنده و هلیکوپتر آغاز کرد.
در ساعات نخست حمله حدود ۱۰۰ تُن موشک و بمب به سوی اهداف متعلق به سازمان حماس در نوار غزه شلیک شد.
نیروی دریایی اسرائیل در ۲۹ دسامبر ۲۰۰۹ جنگ دریایی خود را آغاز کرد.
نیروی زمینی ارتش اسرائیل در ۳ ژانویه ۲۰۱۰ از گذرگاه کارنی اقدام به پیشروی به داخل نوار غزه کرد و به این ترتیب جنگ زمینی آغاز شد.

### آتش‌بس یک‌جانبه از سوی اسرائیل
درحالی که ۳ هفته از آغاز نبرد هوایی، زمینی و دریایی در نوار غزه می‌گذشت؛
اسرائیل در روز شنبه ۱۸ ژانویه ۲۰۰۹ میلادی، با اعلان آتش‌بس یک‌جانبه، خبر از دست‌یابی به اهداف مورد نظر خود در «عملیات سرب گداخته» کرد. این در حالی است که تحلیل‌گران روزنامه آمریکایی یواس‌ای تودی معتقدند نیروی نظامی حماس بعد از جنگ تضعیف نشده و پابرجاست. مهم‌ترین اهداف به‌دست آمده از دید اسرائیل، آسیب زدن به شاخه نظامی حماس، کاهش توانایی پرتاب موشک از نوار غزه به سوی اسرائیل و جلوگیری از ورود سلاح قاچاق به غزه عنوان شده‌است. دولت اسرائیل همچنین این حمله را پیغامی برای حزب‌الله لبنان و نظام جمهوری اسلامی ایران خواند.
این درحالی است که اسرائیل پیشتر هدف حملهٔ خود را نابودی توان موشکی دولت حماس و توقف حملات موشکی عنوان کرده بود.
بر اساس مفاد آتش‌بس اولیه، دولت اسرائیل باز شدن گذرگاه‌های نوار غزه را منوط به قبول مفاد آتش‌بس از سوی حماس کرده‌است.
به دنبال اعلام آتش‌بس یک طرفه از جانب اسرائیل در نوار غزه، از ساعت دو بامداد ۱۸ ژانویه به وقت اورشلیم آرامش موقت برقرار گردید ولی از ساعت هفت بامداد به وقت اسرائیل حملات موشکی از سرگرفته شد و چندین راکت به سوی شهرهای اسرائیلی پرتاب گردید. اسرائیل نیز با حملات هوایی خود، حملات موشکی حماس را پاسخ گفت. همچنین گزارش رسید که در داخل شهر غزه نیز افراد مسلح به سوی سربازان اسرائیلی آتش گشودند که با تیراندازی متقابل روبرو شدند.
یک روز پس از اعلام آتش‌بس یک جانبه اسرائیل در نوار غزه، حماس اعلام کرد این گروه و دیگر گروه‌های مبارز فلسطینی به مدت یک هفته آتش‌بس اعلام می‌کنند. این خبر را موسی ابومرزوق بیان کرد و از اسرائیل خواست که در این مدت سربازانش را از غزه خارج سازد.
یکی از شروط اسرائیل برای امضای یک قرارداد آتش‌بس طولانی‌مدت، آزادی گیلاد شالیت است. شائول موفاز به رهبران حماس هشدار داده که در صورت آزاد نشدن این سرباز که بیش از دو سال گروگان حماس است، ترور رهبران این سازمان را از سر خواهد گرفت.
هفته‌نامه آمریکایی تایم در شماره مورخ ۸ ژانویه ۲۰۰۹ در مقاله‌ای به بررسی نتایج جنگ پرداخت. تایم اظهار می‌کند که آنچه از این جنگ در اذهان ماند، تصویر غیرنظامیان کشته شده‌ای بود که در خارج یکی از مدارس متعلق به سازمان ملل پناه گرفته بودند. فرماندهان جنگی و سیاستمداران اسرائیل به خوبی از این واقعیت آگاهی دارند که حذف حماس تقریباً غیرممکن می‌باشد. نتیجه جنگ برای اسرائیل راضی‌کننده نیست، حماس صدمه خورده‌است اما قادر به بازسازی خود است و اسرائیل تنها موقتاً توانسته که از حملات مصون باشد. همچنین افکارعمومی خشمگین منطقه به سبب اقدامات اخیر اسرائیل، امکان نزدیکی دولت‌های عرب منطقه را به این رژیم برای تعامل در مورد ایران، کشور حامی حماس، را مشکل‌تر ساخته‌است.

## جنگ رسانه‌ای

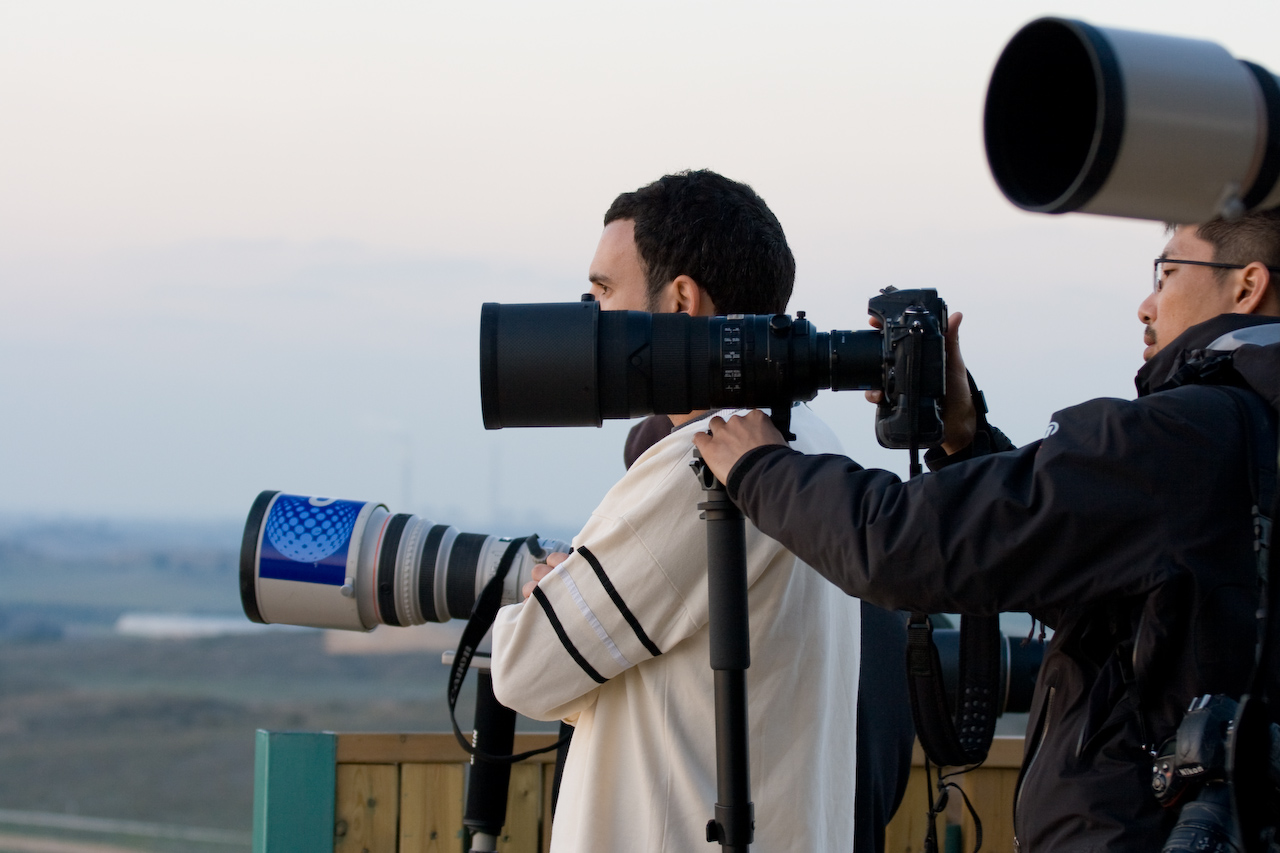
در طول جنگ ارتش اسرائیل از ورود خبرنگاران بین‌المللی به داخل نوار غزه جلوگیری به عمل آورد و بسیاری از آنان مجبور شدند از داخل مرزهای اسرائیل گزارش جنگ را مخابره کنند.

ارتش اسرائیل و دولت مصر از ۲۷ دسامبر ۲۰۰۸(روز آغاز تهاجم) از ورود خبرنگاران خارجی به داخل نوار غزه جلوگیری به عمل آوردند. این عمل موجب اعتراض گسترده خبرنگاران بین‌المللی شد. بر همین اساس خبرنگاران بین‌المللی مجبور شدند از ارتفاعات مشرف به شهر غزه که در محدوده نوار مرزی طرفین درگیر است اخبار خود را مخابره کنند.
خبرگزاری CNN معتقد است این اقدام اسرائیل نوعی تغییر تاکتیک رسانه‌ای نسبت به جنگ سال۲۰۰۶ با حزب‌الله است که به خبرنگاران اجازه داده می‌شد از تمام صحنه‌ها تصویربرداری کنند. سیاستمداران اسرائیل به‌اتفاق هم‌نظرند که فعالیت آزادانه خبرنگاران در جنگ سال۲۰۰۶ یک فاجعه تبلیغاتی برای دولت اسرائیل بوده و می‌بایست از تکرار این اشتباه در جنگ با حماس جلوگیری به عمل آورد.
در همین راستا ارتش اسرائیل به تعدادی خبرنگار اسرائیلی(۳ نفر) اجازه همراهی با ارتش و ورود به غزه و انتشار اخبار از موضوعات مورد نظر آن‌ها را داد.
تصاویر از داخل غزه توسط ژورنالیست‌هایی که برای خبرگزاری‌هایی چون رامتان و الجزیره کار می‌کردند به جهان مخابره می‌شد. حماس در داخل غزه تصاویر ارسال شده توسط رسانه‌ها را کنترل می‌کرد و تصاویر معدوی از اعضای حماس یا موشک‌های شلیک شده به سمت اسرائیل مشاهده شد. ارتش اسرائیل به گروه‌های تصویربردار غربی اجازه فعالیت در مرز را داد با این وجود تصاویر گرفته شده توسط کارکنان بی‌بی‌سی مورد سانسور ارتش اسرائیل قرار می‌گرفت.
با بالا گرفتن کار و شدت‌گرفتن فشار رسانه‌گران، دادگاه عالی اسرائیل در روز ۳۱ دسامبر حکمی صادر کرد که طبق آن دولت اسرائیل بایست به رسانه‌گران اجازهٔ ورود به غزه را بدهد.
حماس و ارتش اسرائیل نیز تصاویری را مستقلاً در وبگاه یوتیوب منتشر کردند.

## جنگ روانی
اسرائیل و حماس، هردو در خلال جنگ غزه از عملیات جنگ روانی علیه نیروهای طرف مقابل استفاده می‌کردند. در طول عملیات زمینی ارتش اسرائیل، حماس چندین مرتبه ادعا کرد که توانسته جمعی از نظامیان اسرائیل را کشته یا دستگیر نماید. اسرائیل نیز از طریق پخش اعلامیه با کمک هواگرد، ساکنان غیرنظامی منطقه بحران را تهدید می‌کرد که در صورتی که منازل خود را ترک نکنند، خانه‌های آن‌ها مورد هدف قرار خواهد گرفت.

## تلفات

### فلسطین
نیروهای دفاعی اسرائیل تعداد نظامیان فلسطینی کشته شده را ۷۰۰ و غیرنظامیان را حدود ۲۵۰ نفر برآورد کرده، اسرائیل اعلام کرده که ۷۰ درصد کشته‌شدگان فلسطینی را مبارزان تشکیل می‌دهند. این در حالیست که مرکز حقوق بشر فلسطین تعداد کشتگان جنگ را ۱۴۳۴ نفر شامل ۹۶۰ شهروند، ۲۳۵ مبارز و ۲۳۹ پلیس معرفی کرده‌است.

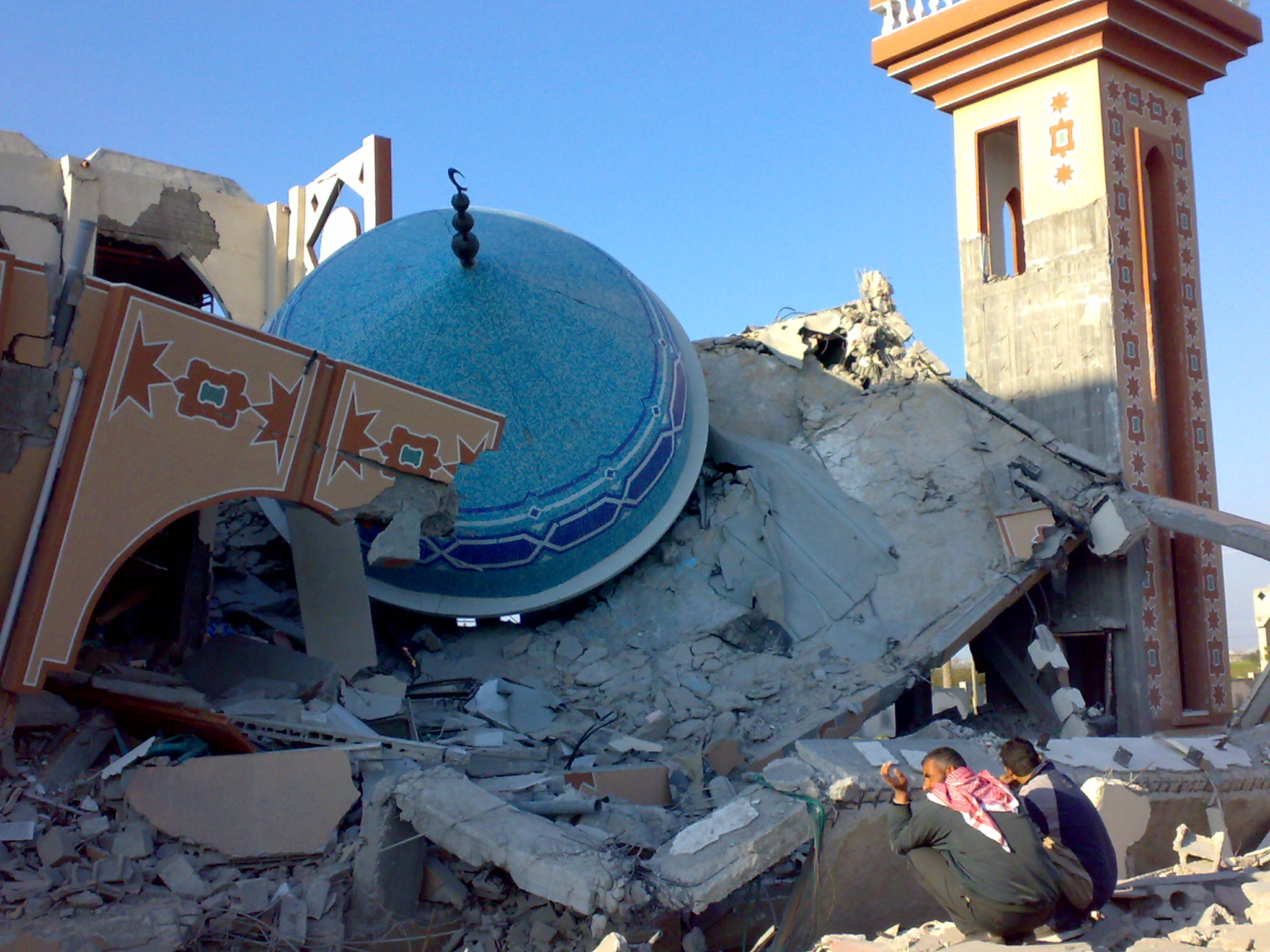
انهدام کامل یک مسجد در اثر بمباران-نوار غزه

بنابر گزارش وزارت بهداشت فلسطین ۱۳۱۴ فلسطینی کشته شده‌اند که در این میان ۴۱۲ نفر، کودک بوده‌اند. گروه‌های فلسطینی در مجموع از کشته شدن ۱۵۸ نظامی عضو گروه‌های خود خبر می‌دهند. حماس تعداد کشتگان خود را ۴۸ نفر، جهاد اسلامی ۳۸ نفر و کمیته‌های مقاومت مردمی ۳۴ نفر اعلام می‌کنند.
از آنجایی که اسرائیل اجازه ورود خبرنگاران بین‌المللی به غزه را نداد، امکان تأیید آمار تلفات و زخمی‌ها به‌طور مستقل وجود ندارد. نشریه آلمانی اشپیگل مدعی شده‌است که تصاویری که در سطح جهان انتشار می‌یابند، تصاویری است که از فیلتر سازمان حماس گذشته‌اند، تصاویر رزمندگان حماس به صورت مجروح، کشته یا در حال عملیات نظامی منتشر نمی‌شود و ناظران سازمان حماس مانع از گرفتن چنین عکس‌هایی می‌شوند. همچنین از وضعیت اعضای حماس خبری گزارش نمی‌شود. بنابر گزارش رادیو آلمان حماس در جریان جنگ غزه از خانهٔ غیرنظامیان به عنوان پناهگاه استفاده و بدین‌سان آتش اسراییل را به خود جلب می‌کردند؛ بسیاری از مردم غزه حماس را مقصر خرابی خانه‌های خود می‌دانند.
به گفته مقامات حماس بیشتر کشته شدگان اولین حمله اسرائیل از نیروهای پلیس عضو حماس بودند ولی در بین کشته شدگان افراد غیرنظامی از جمله زنان و کودکان نیز وجود داشتند. طبق اعلام یونیسف، تنها در بمباران‌های روز نخست تا روز سوم حمله، ۳۰ کودک فلسطینی کشته و بیش از ۱۵۰ کودک زخمی‌شده‌اند.
چند تن از فرماندهان امنیتی حماس از جمله توفیق جابر، رئیس پلیس نوار غزه و اسماعیل الجبری، رئیس یگان امنیت و حفاظت پلیس غزه از کشته‌شدگان این حملات بودند. چهل نفر از کشته‌شدگان نیز از نیروهای جدید پلیس بوده‌اند که در زمان حمله، برای مراسم دریافت سردوشی در مقر پلیس شهر غزه حضور داشته‌اند. در حملاتی که پس از حمله اول و شب هنگام انجام شد، اسرائیل با تلفن برخی از فلسطینیان را که در نزدیکی اهداف موشکی بودند درجریان حمله قرار داد و از آن‌ها خواست خانه‌های خود را ترک کنند تا کشته نشوند.
روبرت برنستین، رئیس سابق شورای دیده‌بان حقوق بشر عنوان کرد که گروه حماس عمداً خط مقدم جبهه خود را در مقابل نیروهای اسرائیلی به درون مناطق مسکونی متمایل می‌سازد. حماس از این طریق تلفات غیرنظامی را جایگزین تلفات نظامی قرار می‌دهد.

### اسرائیل

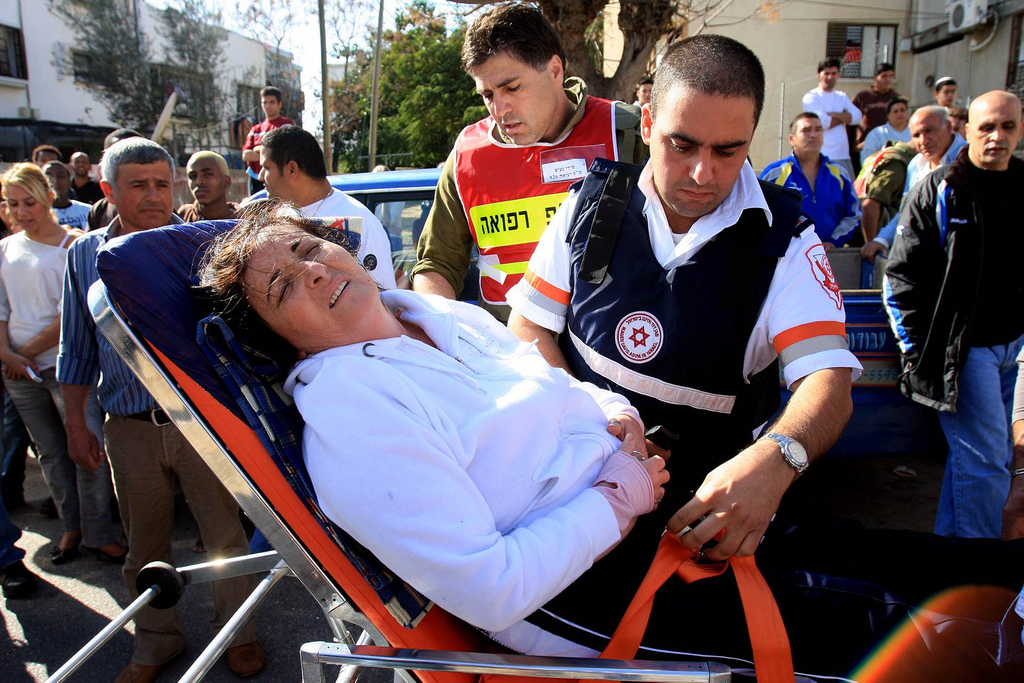
مصدومیت یک زن اسرائیلی در پی موشک پراکنی حماس

به‌گفتهٔ ارتش اسرائیل، تا روز نوزدهم جنگ سیزده اسرائیلی کشته شده‌اند که از این بین سه غیرنظامی و یک سرباز در اثر شلیک راکت از غزه به اسرائیل کشته و نه سرباز در جریان نبردهای نوار غزه کشته شده‌اند. همچنین ده نفر جراحت متوسط تا جدی برداشته و ۲۹ نفر جراحت سطحی. همچنین ۱۱۴ نفر نیز بخاطر «شوک» درمان شده‌اند. آمار ارائه شده از حماس در مورد تلفات جنگی وارده بسیار بیشتر است.
وبگاه خبرگزاری العالم اعلام کرد که نیروهای مقاومت فلسطینی نیز در بیانیه‌های خود آمارهایی متفاوت از کشته شدگان و زخمی‌های اسرائیلی جنگ غزه منتشر کرده‌اند. مبارزان فلسطینی تعداد کشته‌شدگان اسرائیلی را ۲۵۶ نفر و زخمی‌های آن‌ها را ۱۳۰۰ برآورد نموده‌اند. از میان کشته‌شدگان ۲۰۳ نفر نظامی و ۵۳ نفر غیرنظامی معرفی شده‌است.

## اتهام جنایات جنگی
شورای حقوق بشر سازمان ملل متحد در ۱۲ ژانویه قطعنامه‌ای در محکومیت اقدامات اسرائیل در نوار غزه صادر کرده و این کشور را متهم به «نقض فاحش حقوق بشر» کرد در مقابل این شورا خواستار پایان یافتن حملات موشکی علیه شهروندان اسرائیل شد، کانادا به این قطعنامه رأی مخالف و اعضای اتحادیه اروپا، ژاپن و کره جنوبی رأی ممتنع دادند. چین، روسیه، کشورهای آمریکای لاتین و کشورهای مسلمان‌نشین از این قطعنامه حمایت کردند. اسرائیل قطعنامه را غیرمنصفانه دانست و اظهار داشت که این قطعنامه کمکی به صلح و فلسطینیانی که در نوار غزه در حال رنج بردن هستند نمی‌کند.

### اسرائیل
ارتش اسرائیل، خود نیز ۱۰۰ پرونده در باب تخلفات سربازان اسرائیلی در جنگ غزه گشوده‌است که ۲۰ تای آن‌ها جنبهٔ جنایی دارند.

#### کشتار غیرنظامیان

فالک، گزارشگر ویژهٔ سازمان ملل در مورد فلسطینیان، گفت، شواهدی وجود دارد که نشان می‌دهد، اسراییل در جنگ سه‌هفته‌ای غزه مرتکب جنایات جنگی شده‌است. او خواستار آن شد که این موضوع توسط یک تیم مستقل بررسی شود. به نظر فالک، اسراییل به غیرنظامیان ساکن در مناطق پرجمعیت فلسطینی، هیچ گونه شانسی برای تأمین امنیت خود نداده‌است.
صلیب سرخ بین‌المللی هم در ۸ ژانویه اتهام‌های سنگینی را متوجه اسرائیل کرد. صلیب سرخ گزارش داده‌است که در بازدید گذرا از غزه در فاصلهٔ آتش‌بس سه ساعتهٔ روز چهارشنبه، با صحنه‌های تکان‌دهنده‌ای روبرو شده‌است.

#### استفاده از سلاح‌های ممنوعه

سازمان دیدبان حقوق بشر استفاده اسرائیل از سلاح‌های حاوی فسفر سفید را تأیید کرده‌است.

یوسف ابوالریش از مسئولان بیمارستانی در غزه مدعی است ارتش اسرائیل در حملات خود خمپاره‌های فسفری بکار بسته‌است. او می‌گوید: «بدن مجروح‌شدگان چنان سوخته‌است که فقط فسفر سفید می‌توانسته عامل این سوختگی بوده باشد». گفته می‌شود از اصابت این خمپاره‌ها دودی سفید بلند می‌شده‌است.
بازرسان ویژه فرستاده شده به غزه اظهار کرده‌اند که اسرائیل در حمله به مرکز کمک‌رسانی سازمان ملل در تاریخ ۱۵ ژانویه از فسفر سفید استفاده کرده‌است. این در حالیست که در تاریخ مذکور ۷۰۰ شهروند غیرنظامی در آن مرکز حضور داشته‌اند. اسرائیل همچنین متهم به استفاده از بمب‌های فسفر سفید در حمله به بیمارستان‌های القدس و الوفا شده‌است.
اسرائیل کاربرد این نوع سلاح‌ها را رد کرده اما گزارش نهادهای حقوق بشر و سازمان دیدبان حقوق بشر شلیک خمپاره‌های فسفری در محدوده اردوگاه آوارگان جبلیه را تأیید کرده‌است.
بنا برگزارش نشریه لوموند شکایتی دربارهٔ استفاده ارتش اسرائیل از سلاح Dime (فلز متراکم انفجاری) مطرح شده‌است.
برخی کشورهای عربی نیز به آژانس بین‌المللی انرژی اتمی شکایت کرده‌اند که اسرائیل در حمله به باریکه غزه گلوله‌هایی را به کار گرفته‌است که در ترکیب آن‌ها اورانیوم ضعیف‌شده موجود است. خطر اصلی ناشی از اورانیوم ضعیف‌شده، مسمومیتی است که ایجاد می‌کند. سم اکسید اورانیوم در هوا پراکنده می‌شود و محیط زیست را آلوده می‌کند. جذب آن به ویژه باعث آسیب‌دیدگی کلیه می‌شود.
روزنامه هندو به نقل از جان هولمز، رئیس کمیته امور بشردوستانه سازمان ملل نیز از استفاده اسرائیل از بمبهای خوشه‌ای در جنگ خبر داد.

#### حمله به مدارس سازمان ملل
در یازدهمین روز جنگ، اسرائیل یک مدرسه ساخته شده توسط سازمان کمک به آوارگان ملل متحد در اردوگاه جبالیا را که عده‌ای از مردم در آن پناه گرفته بودند، بمباران کرد که به کشته شدن ۴۵ تن و مجروح شدن ۴۰ تن دیگر از غیرنظامیان انجامید. بیش از ۴۰۰ نفر در پی درگیری خیابانی بین سربازان اسراییلی و جنگجویان حماس، در ساختمان این مدرسه پناه گرفته بودند. خبرگزاری آلمان به نقل از اهالی اردوگاه اعلام کرد نیروهای حماس از نزدیکی این مدرسه به سربازان اسرائیلی شلیک کرده‌اند ولی اسرائیل اعلام کرد که نیروهای حماس در این مدرسه پناه گرفته بودند. سازمان ملل خواستار تحقیق در مورد این حمله شد. اسرائیل نیز اعلام کرد در مورد این موضوع تحقیق خواهد کرد. آلکس فیشمان نویسنده روزنامهٔ یدیعوت اخرونوت هدف اسرائیل از چنین حملاتی را ناامن کردن مکان‌هایی می‌داند که حماس در پس سپر انسانی، خود را در آن‌ها محفوظ می‌دید.
۱۷ ژانویه نیز جنگجویان فلسطینی از نزدیکی یک مدرسه در بیت لاهیا در شمال نوار غزه به سوی تانک‌های اسرائیلی خمپاره‌های زره‌شکن پرتاب کردند که با واکنش نیروی زرهی اسرائیل روبرو شدند. شماری از این خمپاره‌ها به بخشی از ساختمان این مدرسه اصابت کرد که چندصد نفر از اهالی ناحیه در آن پناه گرفته بودند. فلسطینیان می‌گویند که چند تن از این افراد کشته شده‌اند. گزارش شده که دست‌کم دو کودک در این مدرسه کشته شده‌اند.
همچنین بر اساس گزارشی از سازمان حقوق بشر فلسطین، اسرائیل در جنگ غزه به ۳۴ نفر از امدادگران فلسطینی حمله کرده که منجر به کشته شدن ۱۶ نفر از آن‌ها در حین کار شد.

### حماس

#### شکنجه اعضای گروه فتح
در جریان حملات سه هفته‌ای اسرائیل به نوار غزه، حماس فرصت را برای تصفیه حساب با مخالفان سیاسی خود، از جمله هواداران فتح غنیمت شمرد. به گفته مسئولان جنبش فتح، اعضای حماس با حمله به منازل طرفداران شناخته‌شده جنبش فتح در نوار غزه، به پاهای ۷۵ فعال عضو جنبش فتح شلیک کردند، دست‌های تعداد دیگری را شکسته و ۳۵ فلسطینی عضو فتح را به اتهام «همکاری با اسرائیل» به قتل رساندند.

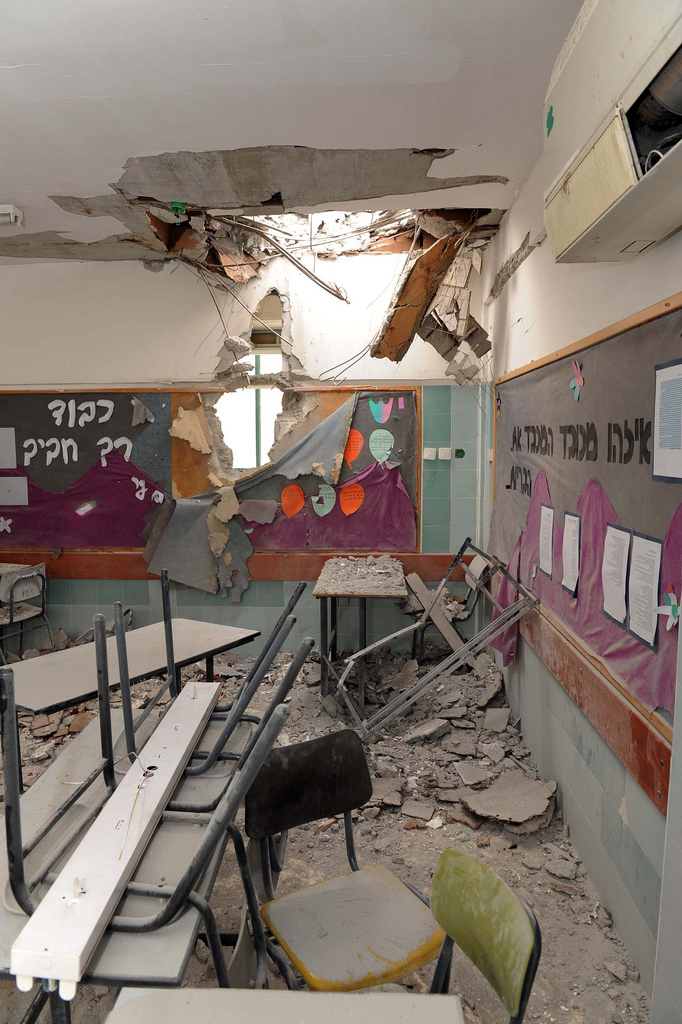
تخریب کلاس یک مهدکودک در اثر موشک‌پراکنی حماس

محمود حبش وزیر رفاه اجتماعی فلسطین در واکنش به این اقدامات حماس گفت: «آن‌ها حقوق بشر را به روش بسیار وحشیانه‌ای نقض می‌کنند… تنها اسرائیل نیست که مرتکب جنایت جنگی می‌شود. بلکه حماس نیز فلسطینیان بی‌گناه را هدف قرار می‌دهد.»
بازجویان حماس حداقل ۳ عضو فتح را کور کرده‌اند. یکی از فعالان فتح وقایع نوار غزه را «کشتار اعضای فتح توسط حماس» نامیده بود. همچنین به گفته اهالی غزه، حماس تعدادی از مراکز دولتی را به بازداشتگاه دائمی اسرای فتح تبدیل کرده‌است. یک بیمارستان تخصصی کودکان و یک آسایشگاه روانی در شهر غزه و چند مدرسه در رفح و خان یونس به مراکز شکنجه تبدیل شده‌اند.

#### کشتار غیرنظامیان
دیدبان حقوق بشر، گروه حماس و سایر گروه‌های هم‌پیمان فلسطینی را به خاطر پرتاب صدها موشک به جنوب اسرائیل، کشتن ۳ شهروند اسرائیلی، زخمی‌کردن تعدادی دیگر از شهروندان و آوارگی هزاران نفر دیگر، «جنایتکار جنگی» نامید.

## اقدامات سازمان ملل متّحد

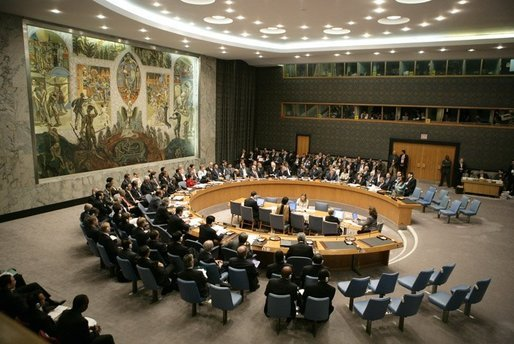
در ۸ ژانویه ۲۰۰۹ شورای امنیت سازمان ملل متحد با صدور قطعنامه ۱۸۶۰ خواستار توقف فوری درگیری‌ها شد.

در تاریخ ۸ ژانویه ۲۰۰۹ قطعنامه ۱۸۶۰ شورای امنیت سازمان ملل متحد و درخواست آتش‌بس بدون وقفه و با دوام در نوار غزه به تصویب شورای امنیت رسید.
در ۱۲ ژانویه همان سال نیز شورای حقوق بشر سازمان ملل متحد قطعنامهٔ A/HRC/S-9/2 را در راستای گسیل‌داشتن فوری یک کمیته حقیقت‌یاب به منطقه جهت بازدید، تحقیق و تشخیص فعالیت‌هایی که تخطی از قوانین بشردوستانه سازمان ملل است را به تصویب رساند. در همان جلسه اسرائیل با ۳۳ رأی موافق و ۱ رأی مخالف محکوم به نقض قوانین حقوق بشر در جنگ غزه شد.
سازمان‌های امدادی سازمان کمک به آوارگان (آنروا) و کمیته بین‌المللی صلیب سرخ، اسرائیل را متهم می‌کنند که به درخواست‌های مکرر برای حفظ جان غیرنظامیان اعتنایی نمی‌کرد. یک سخنگوی دفتر سازمان ملل برای هماهنگی کمک‌های انسان‌دوستانه در اورشلیم گفت که ۵۰ درصد کشته‌شدگان، زنان، کودکان و نوجوانان زیر ۱۸ سال بوده‌اند. بان کی مون دبیرکل سازمان ملل متحد هم از اسرائیل به دلیل بمباران غزه و از حماس به دلیل پرتاب راکت به سوی شهرهای اسرائیل انتقاد کرد.

## پس از جنگ

### خسارت جنگ

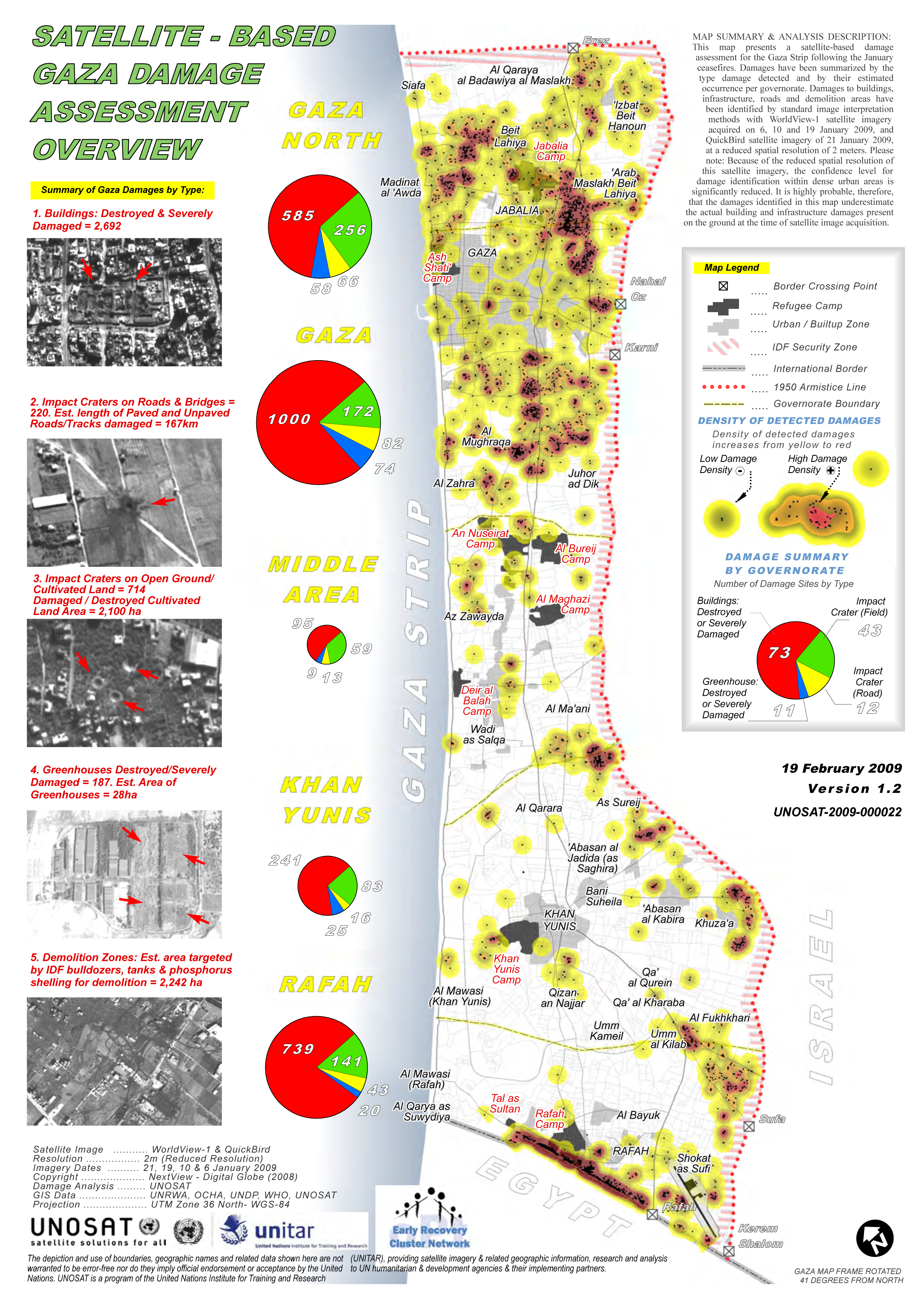
ارزیابی صدمه وارده به نوار غزه با ماهواره توسط سازمان ملل متحد

جنگ غزه به زیرساخت‌های صنعتی، اقتصادی و بهداشتی نوار غزه خسارات متعددی را وارد آورد. برنامه توسعه سازمان ملل متحد هشدار داد به علت خسارات وارده به دارایی‌ها و امکانات امرار معاش ده‌ها هزار نفر از ساکنان غزه، جنگ اثری طولانی مدت خواهد داشت. همچنین تأثیرات روانی حملات موشکی به جنوب اسرائیل موجب فلج شدن زندگی عادی و امرار معاش مردم این مناطق شده‌است.

### کشتار غیرنظامیان فلسطینی
بنابر گزارش لوموند اتهامات مستندی در مورد ۲۰ رخداد دربارهٔ شلیک سربازان اسرائیلی به سوی زنان و کودکان فلسطینی که پرچم سفید با خود به همراه داشته‌اند مطرح شده‌است.
گروهی از سربازان اسرائیلی در نامه‌ای سرگشاده شهادت دادند که در جریان حملهٔ ماه ژانویه به باریکه غزه، یک هم‌رزم آنان به سوی یک زن و دو کودک بی دفاعش شلیک کرده و آن‌ها را همراه با یک زن کهنسال دیگر کشته‌است. در این نامه همچنین از خشونت شدید ارتش و تخریب بی‌دلیل خانه‌های غیرنظامیان فلسطینی گزارش داده‌شده. این نامه ابتدا در آکادمی نظامی اسحاق رابین توزیع شد و پس از آن در ۱۹ مارس ۲۰۰۹ در روزنامهٔ هاآرتص منتشر و در چند فرستنده رادیوئی پخش شد.

### وضعیت بهداشتی و غذایی مردم غزه
به گفته ماکسول گیلارد، هماهنگ‌کننده کمک‌های سازمان ملل در نوار غزه، اگرچه ارسال محموله‌های انسان‌دوستانه به غزه افزایش یافته ولی غزه با وضعیت بحرانی اضطراری روبروست. اسرائیل وجود بحران را رد کرده‌است. به ارسال محموله‌های بشردوستانه اشاره می‌کند و معتقد است دارو و غذای کافی در غزه موجود است. به گفته آکسفام، یک مؤسسه خیریه بین‌المللی فعال در غزه، کمبود آب آشامیدنی، سوخت و مواد غذایی هر روز شدیدتر شده، آب فاضلاب مستقیماً به برخی خیابان‌ها جاری شده و تعداد زخمی‌ها به حدی است که بیمارستان‌ها برای رسیدگی به آن‌ها در تقلا هستند. گفتنی است نابودی یا آسیب به نیمی از خودروهای امدادی نوار غزه و همچنین آسیب به ۱۵ بیمارستان از ۲۷ بیمارستان غزه، کمک‌رسانی به آسیب‌دیدگان را بسیار محدود ساخته بود.
سازمان عفو بین‌الملل در گزارشی از مسدود کردن منابع آبی نوار غزه توسط اسرائیل خبر داد و عنوان کرد که هریک از اهالی غزه روزانه در حدود ۲۰ لیتر آب برای استفاده در اختیار دارد؛ این در حالی است که هر شهروند اسرائیلی روزانه از ۳۰۰ لیتر آب بهره‌مند می‌شود. بر اساس همین گزارش، در طول جنگ سال۲۰۰۹–۲۰۰۸ در حدود ۶ میلیون دلار به زیرساخت‌های آبی فلسطینیان آسیب خورده‌است.

### استفاده ارتش اسرائیل از فلسطینیان به عنوان سپر انسانی
عفو بین‌الملل، اسرائیل را متّهم کرده‌است که در عملیات‌های خود در غزه از غیرنظامیان، از جمله کودکان، به عنوان سپر انسانی استفاده کرده‌است، چون آن‌ها را وادار می‌کرده در خانه‌هایی که این نیروها به عنوان مواضع نظامی از آن‌ها استفاده می‌کرده‌اند، بمانند.
همچنین گزارش‌هایی نیز از استفاده نیروهای نظامی اسرائیل(IDF) از یک کودک ۱۱ ساله فلسطینی در ۱۵ ژانویه ۲۰۰۹ به عنوان سپر انسانی در مقابل حمله مبارزان فلسطینی به تانک‌های ارتش اسرائیل منتشر شده.
در روز ۱۵ ژوئیه ۲۰۰۹ گروهی از سربازان سابق ارتش اسرائیل که گروهی را به نام شکست سکوت تشکیل داده بودند، گزارشی۱۱۰ صفحه‌ای منتشر کردند که در آن گزارش‌هایی مبنی بر استفاده تنی چند از سربازان اسرائیلی از شهروندان ساکن نوار غزه به عنوان سپر انسانی وجود دارد.
گزارش‌هایی نیز مبتنی بر استفاده بعضی سربازان اسرائیلی از ماشین‌های آمبولانس حمل مجروحان فلسطینی به عنوان سپر انسانی مخابره شده‌است.
این در حالیست که در سال۲۰۰۵ دادگاه عالی اسرائیل استفاده سربازان را از شهروندان فلسطینی محکوم و استفاده نظامیان از شهروندان فلسطینی به عنوان سپر انسانی را منع کرده بود.

### گزارش عفو بین‌الملل دربارهٔ اقدامات فلسطینیان
عفو بین‌الملل در گزارش خود که بعد از جنگ غزه انتشار یافت پرتاب راکت به جنوب اسرائیل توسط فلسطینیان را جنایت جنگی دانست. در مورد سپر انسانی، این سازمان اعلام کرد که هیچ مدرکی به‌دست نیاورده که نشان دهد مبارزان فلسطینی با انگیزه نظامی، غیرنظامیان غزه را وادار کرده بوده‌اند در ساختمان‌های خود بمانند. این یافته عفو بین‌الملل با ادعای اسرائیل که حماس را بارها متهم به استفاده از غیرنظامیان به عنوان سپر انسانی کرده، مغایرت دارد. ولی این سازمان حماس و دیگر گروهای فلسطینی را متهم کرد که با انبار کردن مهمات در منطق مسکونی و راکت‌پراکنی از منطق مسکونی، جان غیرنظامیان را به خطر انداخته‌اند.

### علت انسداد گذرگاه رفح
خبرگزاری ای‌بی‌سی در گزارشی نوشت که بسیاری در جهان عرب حکومت مصر را به جهت انسداد گذرگاه رفح همدست و شریک جرم اسرائیل می‌دانند. در نبود ناظران بین‌المللی و وجود نمایندگان صاحب اختیار فلسطینی که مطابق توافق انجام شده با جامعه اروپا به آن‌ها نیاز بود، مصر این گذرگاه را در سال ۲۰۰۷ یعنی زمانی که حماس کنترل غزه را به‌دست گرفت بست. دولت مصر در توجیه باز نکردن مرز رفح تأکید کرد که بازگشایی این نقطهٔ مرزی ضمن آنکه سبب هجوم غیرنظامیان فلسطینی به صحرای سینا و خالی شدن نوار غزه از سکنه و در نتیجه باز شدن دست ارتش اسرائیل برای نابودی تمام اهداف مورد نظر خود می‌شود، در عمل نیز مسئولیت‌های مربوط به اسرائیل در برابر ساکنان نوار غزه را به مصر منتقل می‌کند.
تحلیلگران روزنامه یواس‌ای تودی آمریکا معتقدند یکی از دلایل مخالفت اسرائیل با بازگشایی گذرگاه‌های نوار غزه و رساندن کمک‌های اولیه به اهالی آن بعد از جنگ، بیم اسرائیل از محبوبیت حماس و دیگر گروه‌های مبارز فلسطینی نزد اهالی غزه و فراموشی خاطرات تلخ جنگ غزه می‌باشد.

## اجلاس شرم‌الشّیخ

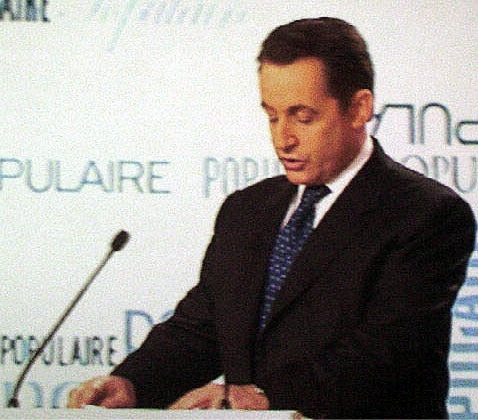
سخنرانی نیکولای سارکوزی به عنوان دبیر اجلاس شرم‌الشّیخ

اجلاس بین‌المللی کمک به بازسازی ویرانی‌های جنگ در نوار غزه در تاریخ ۲ مارس ۲۰۰۹ و با شرکت مقامات ارشد و نمایندگان بیش از هفتاد کشور جهان از جمله فرانسه، آلمان، ایتالیا، بریتانیا، اسپانیا، ترکیه و اردن، محمود عباس رئیس دولت خودگردان فلسطین و بان کی مون برگزار شد. از اهداف این نشست گفتگو دربارهٔ راه‌های تحکیم ثبات در نوار غزه پس از جنگ ۲۲ روزه اسرائیل و حماس می‌باشد. در این اجلاس از اسرائیل و حماس که کنترل نوار غزه را در اختیار دارد، دعوت به عمل نیامد. شرکت‌کنندگان مجموعاً مبلغ ۲ میلیارد دلار کمک را برای کمک به بازسازی غزه در نظر گرفتند.
همچنین یکی از اهداف اصلی اجلاس شرم‌الشیخ مصر، حمایت از حسنی مبارک و ارتقای جایگاه سیاسی وی و دولت مصر در منطقه می‌باشد. وجهه وی و دولت مصر در طول جنگ غزه، با بستن گذرگاه‌های امدادرسانی بسیار مخدوش شده‌بود.
در این اجلاس، کشورهای عرب حاشیه خلیج فارس اختصاص ۱٬۶۰۰٬۰۰۰٬۰۰۰ دلار برای بازسازی غزه را به تصویب رساندند که یک میلیارد دلار آن از جانب عربستان سعودی می‌باشد. این کمک‌ها راساً و بدون دخالت حماس به مردم غزه داده خواهد شد. دولت بریتانیا نیز وعده کمک ۳۰ میلیون پوندی را به جنگ‌زدگان اعلام کرد. اتحادیه اروپا نیز از کمک ۴۰۰ میلیون دلاری خبر داد. آمریکا نیز وعده کمک ۹۰۰ میلیون دلاری را از طریق سازمان ملل و تشکیلات خودگردان فلسطین مطرح کرد. بخشی از کمک آمریکا نیز به محمود عباس اعطا خواهد شد. حماس تأکید کرد که هر کمک بین‌المللی که در جهت بازسازی نوار غزه در نظر گرفته می‌شود، باید فقط از طریق سازمان‌های بین‌المللی و نه خود دولت‌ها به دست مردم غزه برسد. حماس همچنین از اعطای این کمک‌ها به رئیس تشکیلات خودگردان فلسطینی انتقاد کرد. جان گینگ، مدیر برنامه‌های امدادرسانی سازمان ملل متحد برای غزه، اظهار داشت مشکل اصلی وجوه نقدی نیست بلکه ادامه محاصره این اراضی توسط نیروهای نظامی اسرائیل است. وی ادامه داد حتی انتقال ابتدایی‌ترین کمک‌های انسانی به داخل غزه آسان نیست.

## گزارش کمیته حقیقت‌یاب سازمان ملل متحد

ریچارد گلدستون در حال بازدید از ویرانه‌های نوار غزه پس از جنگ غزه

قاضی ریچارد گلدستون در گزارشی ۵۴۷ صفحه‌ای که از ۲۰٬۰۰۰ صفحه، سند و عکس مختلف تشکیل شده، اسرائیل و سازمان حماس را متهم به ارتکاب جرایم جنگی کرد و با اشاره به ادامه تحریم نوار غزه و بسته بودن گذرگاه‌ها، اسرائیل را به علت استفاده از فسفر سفید برای حمله به ساختمان‌های آژانس امدادرسانی به آوارگان (آنروا)، هدف قرار دادن بیمارستان القدس و حمله به بیمارستان الوفا، ناقض قوانین بین‌المللی، مرتکب جنایات جنگی و ضدبشری دانسته. همچنین اقدام حماس در پرتاب راکت به اسرائیل به عنوان جنایت ضد انسانی در نظر گرفته شده‌است. بنیامین نتانیاهو در جلسه‌ای که در ۱۲ اکتبر در کنیست اسرائیل دایر بود، در بین سخنرانی خود اطمینان داد که اجازه ندهد هیچ‌یک از سربازان و افسران اسرائیلی در پی این گزارش محاکمه شوند.
شورای حقوق بشر سازمان ملل در روز جمعه ۱۶ اکتبر ۲۰۰۹ و بعد از بررسی دو روزه، گزارش گلدستون را تصویب کرد. ۲۵ عضو از ۴۷ عضو این شورا به این قطعنامه رأی موافق دادند. ۱۱ عضو نیز به تصویب این گزارش رأی ممتنع دادند. این در حالی است که ۶ کشور آمریکا، ایتالیا، اوکراین، اسلوواکی، هلند و مجارستان به این گزارش رأی منفی دادند. خودداری دولت‌های فرانسه و بریتانیا از شرکت در رای‌گیری، موجب تعجّب سران اسرائیل شد.
مقامات اسرائیل تصویب این گزارش را دیپلماسی خنده‌آور ضد اسرائیلی نامید، ولی فلسطینیان از تصویب گزارش استقبال کردند.
در پی ارجاع گزارش گلدستون به مجمع عمومی سازمان ملل توسط شورای حقوق بشر سازمان ملل، این گزارش در تاریخ ۴ نوامبر ۲۰۰۹ در مجمع عمومی سازمان ملل مورد بررسی قرار گرفت. این گزارش به درخواست ۲۰ کشور از اعضای اتحادیه عرب در دستور کار مجمع قرار گرفت و در نهایت توانست با کسب ۱۱۴ رأی موافق در مقابل ۱۸ رأی مخالف به تصویب برسد و مجمع عمومی نیز قطعنامه خود را در مورد تصویب آن صادر کند.
ریاض منصور (نماینده فلسطین) از تصویب این گزارش ابراز خشنودی کرد؛ اما گابریلا شالو (نماینده اسرائیل) آن را جانبدارانه خواند.